# Ford Transit Courier
De Ford Transit Courier is een compacte bestelwagen die in 2014 door Ford op de Europese markt gebracht werd. De wagen is onder de naam Ford Tourneo Courier ook beschikbaar als ludospace.
In tegenstelling tot wat de naam doet vermoeden is de Transit Courier niet gebaseerd op de Ford Transit, maar op de Ford Fiesta en de Ford B-MAX. De wagen wordt geproduceerd in de fabriek van Ford Otosan in Kocaeli (Turkije).

## Ontwerp
Voor het ontwerp is gebruik gemaakt van het Ford B-platform, het frontdesign is van de Ford Fiesta, terwijl het interieur en het dashboard afgeleid zijn van de Ford B-MAX.
De wagen wordt aangedreven door een Ford EcoBoost benzinemotor met directe injectie van 1,0L of door een Ford Duratorq common-rail dieselmotor van 1,5L of 1,6L. De motoren kunnen met een start-stopsysteem geleverd worden voor een lager verbruik. Er is enkel een handgeschakelde versnellingsbak met vijf versnellingen beschikbaar.
De Transit Courier heeft als gesloten bestelwagen een standaard scheidingswand en een laadvolume van 2,3 m³ met een laadvermogen van 604 kg. De wagen beschikt over bevestigingspunten voor de montage van rekken of inbouwsystemen en kan met een of twee zijschuifdeuren uitgerust worden.
De Tourneo Courier heeft als ludospace vijf zitplaatsen en geen scheidingswand. De zijschuifdeuren en de achterklep zijn voorzien van ramen. De achterbank kan worden neergeklapt om de laadruimte te vergroten.
In 2018 kreeg de wagen een facelift. De carrosserie werd licht hertekend met een nieuw radiatorrooster, bumpers en koplampen waardoor de wagen meer in lijn was met het design van de Ford personenwagens. Verder kreeg de wagen een nieuw infotainmentsysteem en een handgeschakelde versnellingsbak met zes versnellingen.

## Galerij

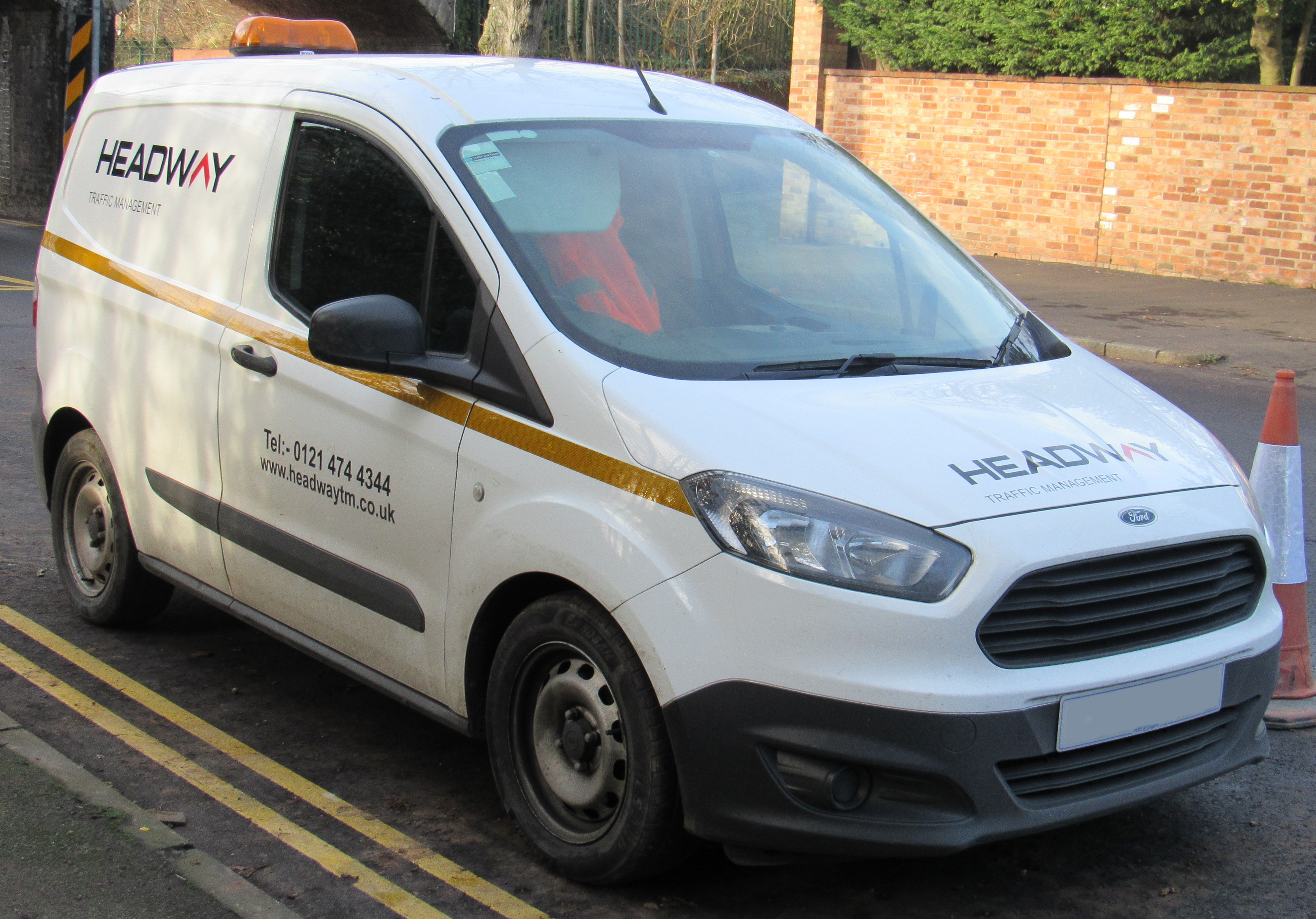
Transit Courier
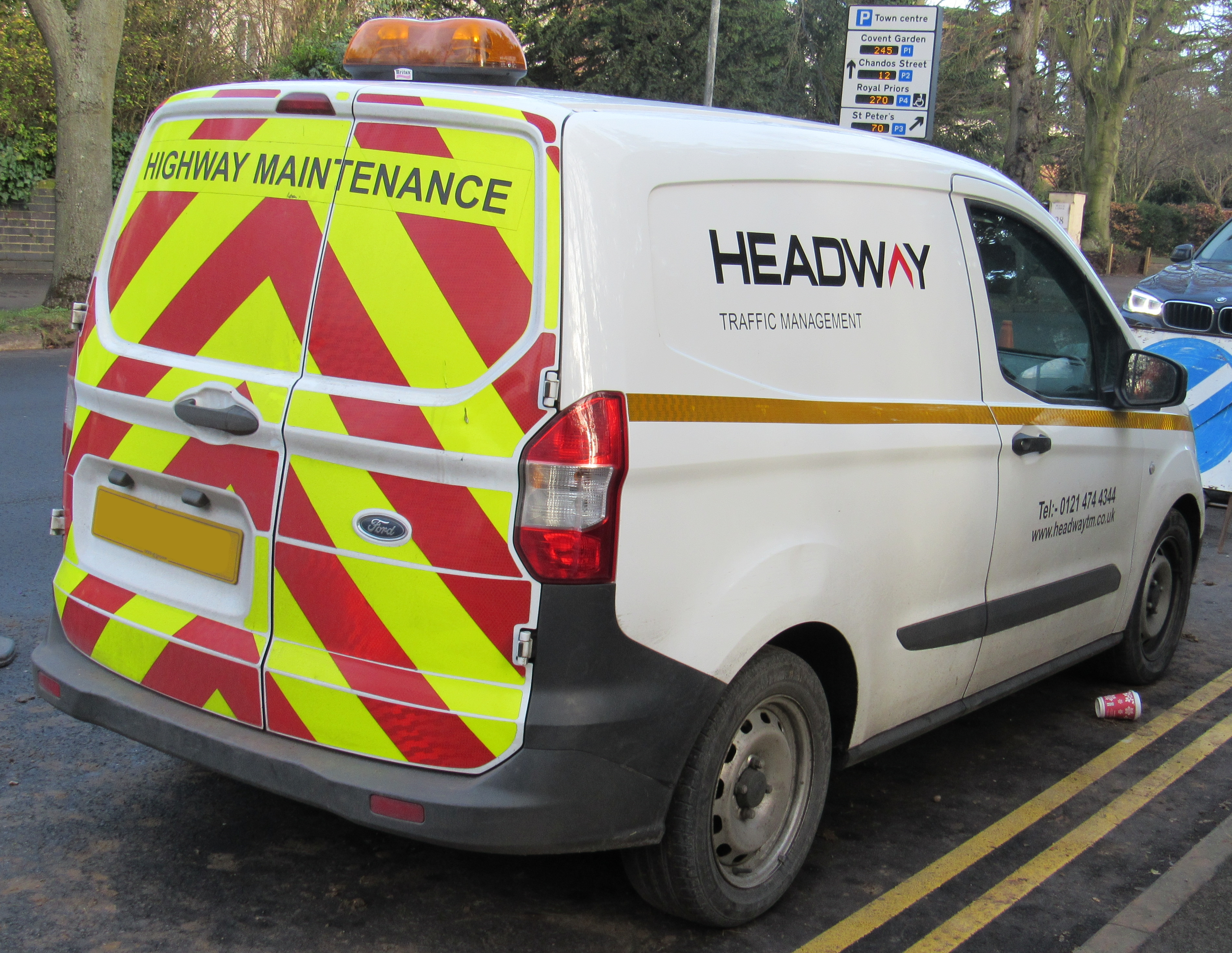
Transit Courier, achteraanzicht
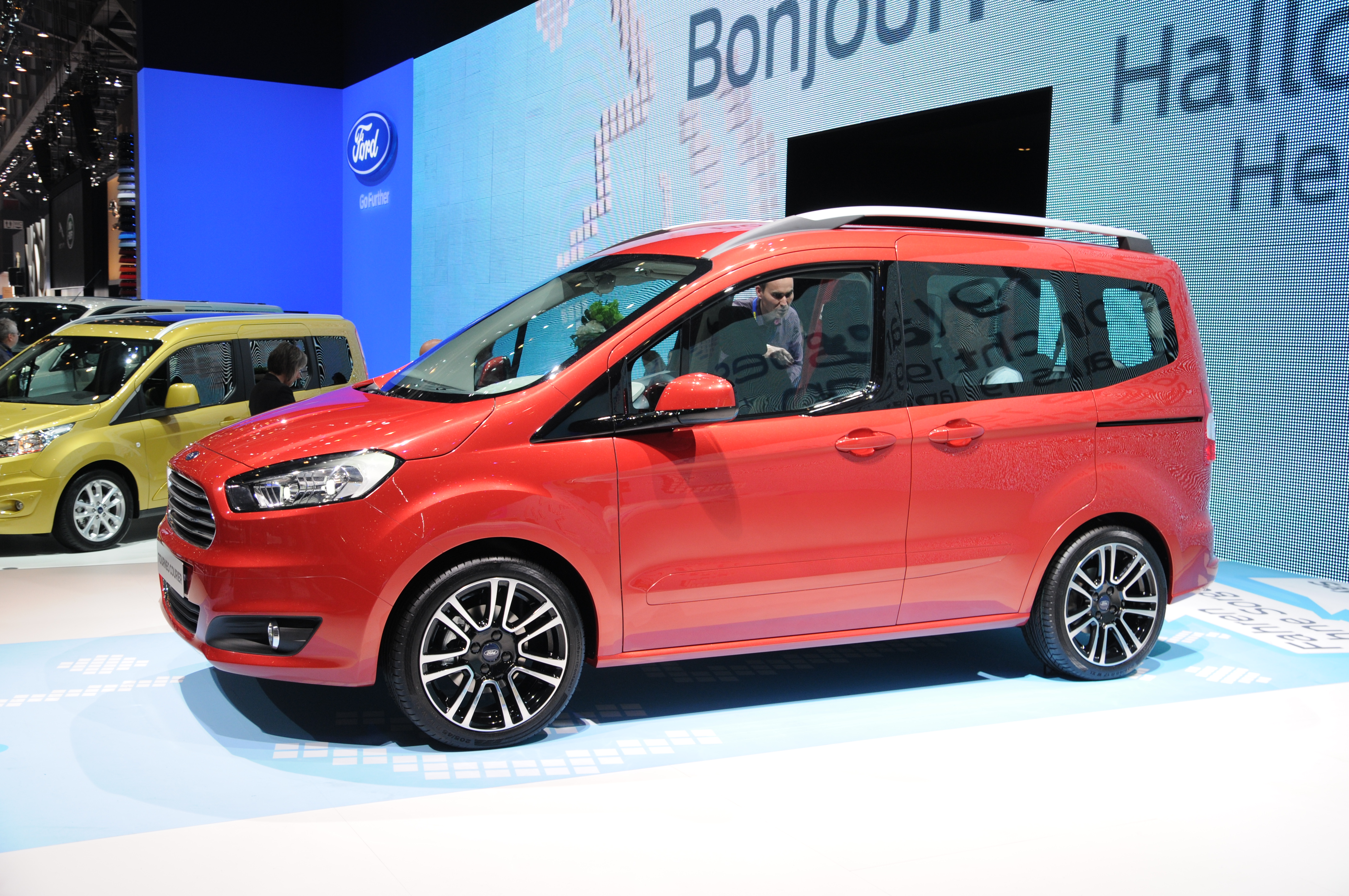
Tourneo Courier
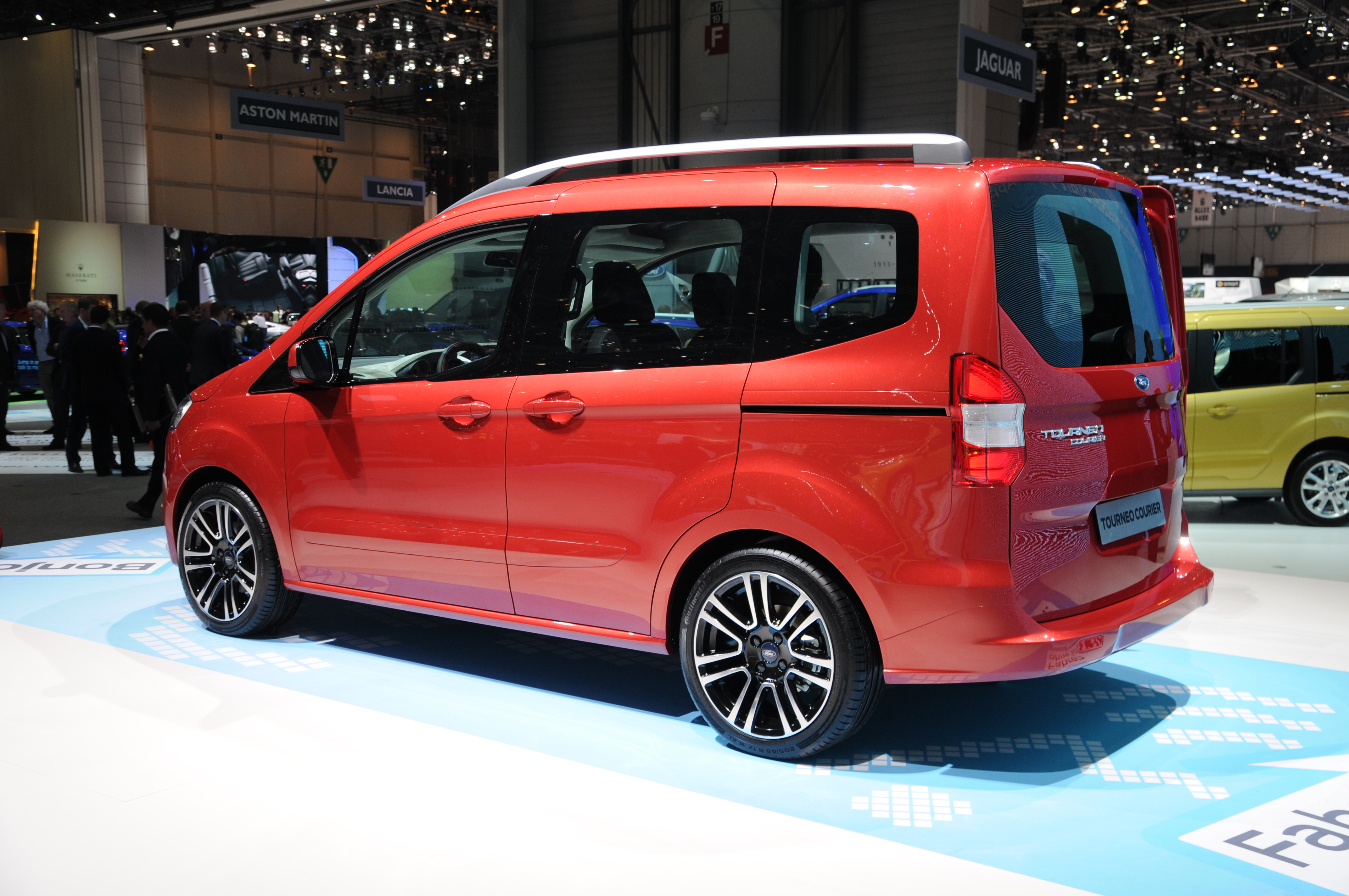
Tourneo Courier, achteraanzicht
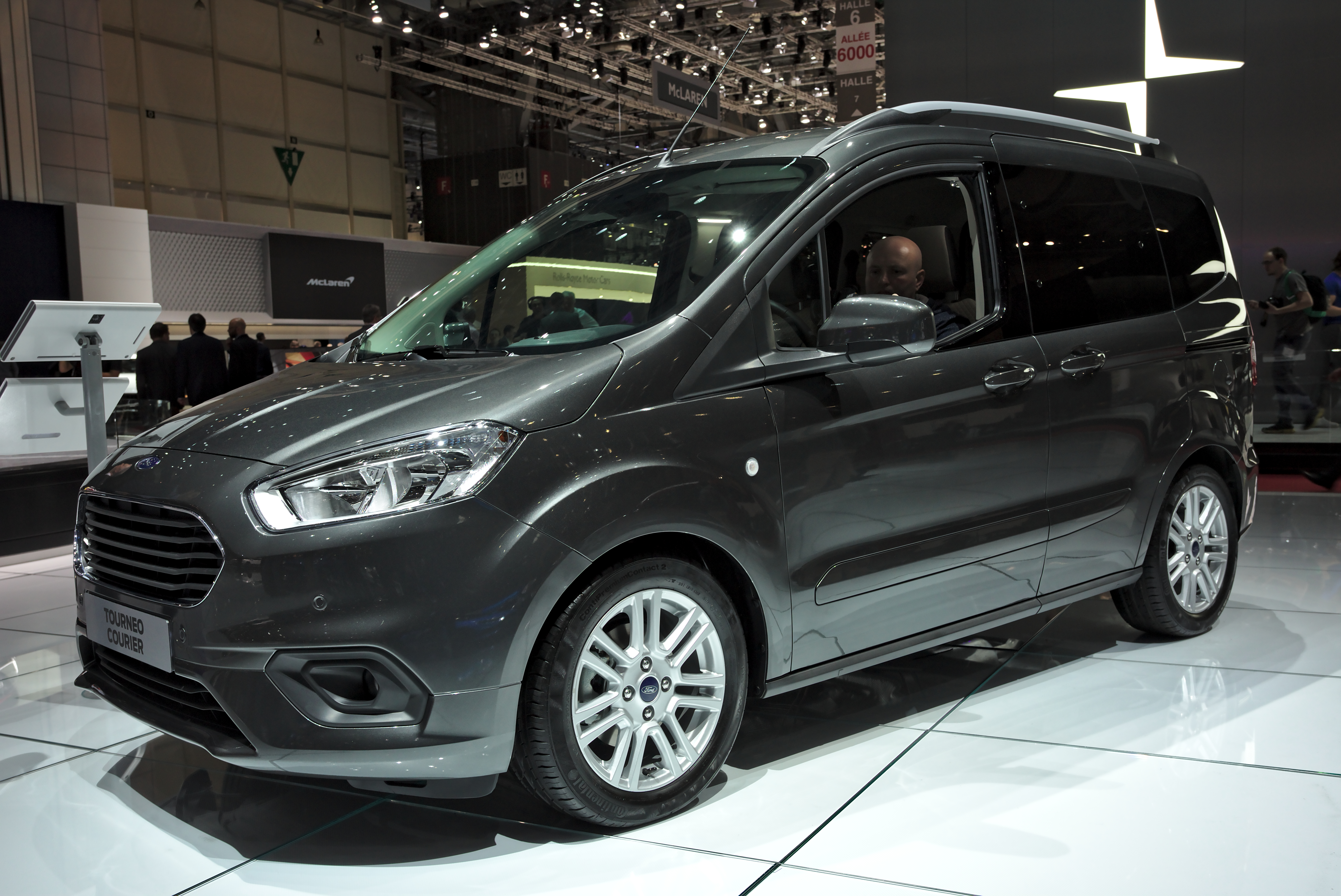
Tourneo Courier (facelift)
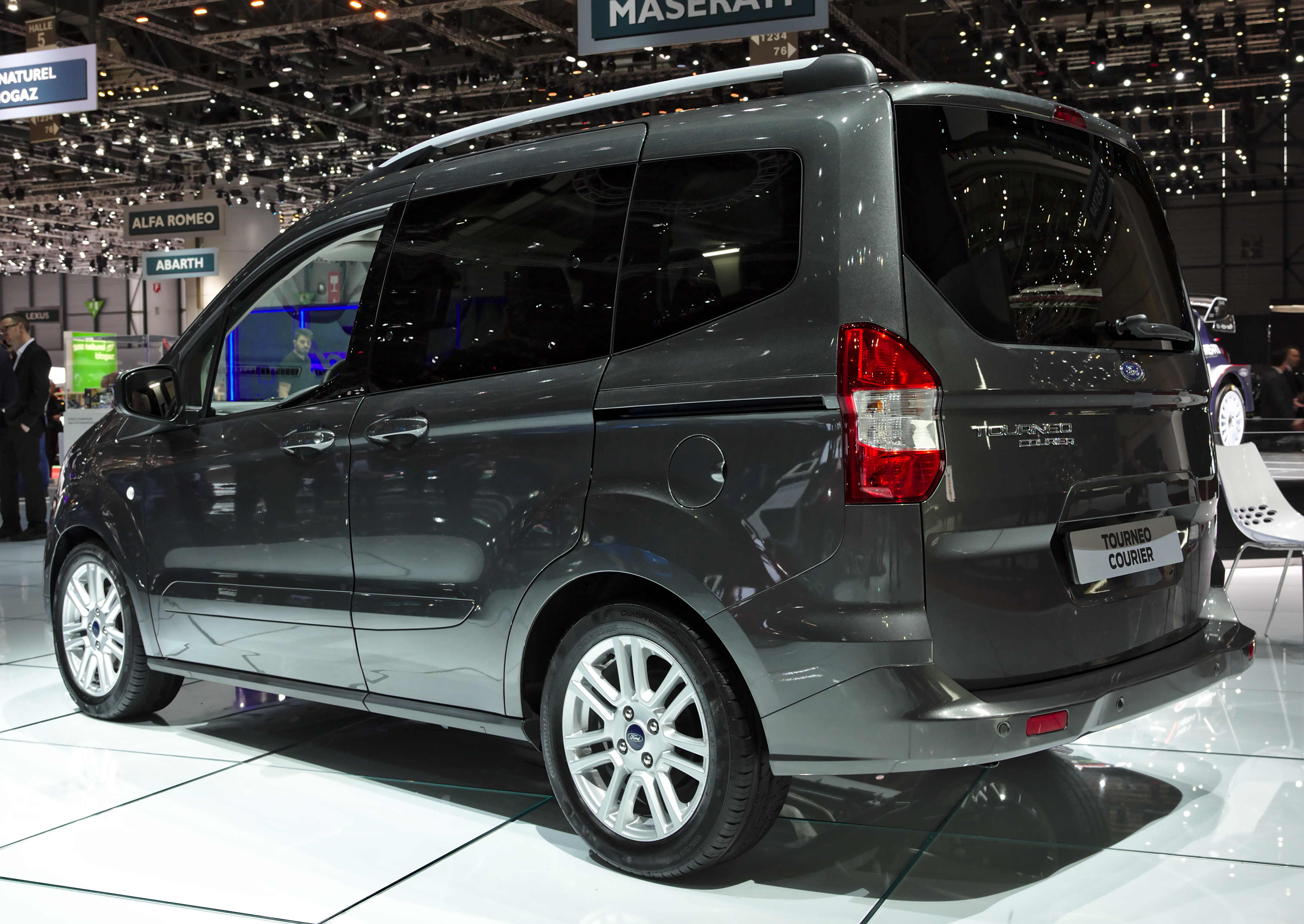
Tourneo Courier, achteraanzicht (facelift)

## Motoren
| Type         | Motor   | Motor     | Motor        | Motor  | Topsnelheid | Emissieklasse | Jaartal    |
| Type         | Inhoud  | Type      | Vermogen     | Koppel | Topsnelheid | Emissieklasse | Jaartal    |
| ------------ | ------- | --------- | ------------ | ------ | ----------- | ------------- | ---------- |
| 1.0 EcoBoost | 999 cm³ | 3-in-lijn | 74 kW/100 pk | 170 Nm | 173 km/u    | Euro 5        | 2014-2015  |
| 1.0 EcoBoost | 999 cm³ | 3-in-lijn | 74 kW/100 pk | 170 Nm | 173 km/u    | Euro 6        | 2015-heden |

| Type     | Motor     | Motor     | Motor        | Motor  | Topsnelheid | Emissieklasse | Jaartal    |
| Type     | Inhoud    | Type      | Vermogen     | Koppel | Topsnelheid | Emissieklasse | Jaartal    |
| -------- | --------- | --------- | ------------ | ------ | ----------- | ------------- | ---------- |
| 1.5 TDCi | 1.499 cm³ | 4-in-lijn | 55 kW/75 pk  | 190 Nm | 157 km/u    | Euro 5        | 2014-2015  |
| 1.5 TDCi | 1.499 cm³ | 4-in-lijn | 55 kW/75 pk  | 190 Nm | 157 km/u    | Euro 6        | 2015-heden |
| 1.5 TDCi | 1.499 cm³ | 4-in-lijn | 70 kW/95 pk  | 215 Nm | 170 km/u    | Euro 6        | 2015-2018  |
| 1.5 TDCi | 1.499 cm³ | 4-in-lijn | 74 kW/100 pk | 215 Nm | 170 km/u    | Euro 6c       | 2018-heden |
| 1.6 TDCi | 1.560 cm³ | 4-in-lijn | 70 kW/95 pk  | 215 Nm | 170 km/u    | Euro 5        | 2014-2015  |